# گرلوس
گرلوس (به آلمانی: Gerlos) یک منطقهٔ مسکونی در اتریش است که در شواس واقع شده‌است. گرلوس ۱۱۸٫۷ کیلومتر مربع مساحت دارد ۱٬۲۴۷ متر بالاتر از سطح دریا واقع شده‌است.